# Julián Arellano Mesalles
Julián Arellano Mesalles (24 de agosto de 1959 - 21 de febrero de 1993) fue un folclorista español.
Contrajo matrimonio en 1988 con Pilar Bitrian y fue padre de un hijo.
Folclorista y estudioso de las tradiciones, comenzó a temprana edad su vinculación con la jota aragonesa y más concretamente en la sección de baile de la Rondalla Peña Fragatina, dirigida en aquel entonces por Maruja Escriche. En 1977 formó parte de una importante tarea de investigación para recuperar uno de los bailes tradicionales casi olvidados en Fraga. Así, junto a otros compañeros del grupo, visitó a numerosos ancianos y ancianas de la ciudad y consiguió recuperar el tradicional Ball de Coques, que se bailaba antiguamente en Fraga para la festividad de Santa Ana. Además se consiguió recuperar el Ball de Palitrocs, un paloteado a ritmo de jota documentado en Fraga en 1136, el Bolero de Fraga y el Ball de Cobertores. Bailador reconocido, se mantuvo en activo hasta finales de los años 80, incorporándose entonces a la sección de tañedores con bandurria 1ª y ejerciendo la labor de dirección del grupo, tarea que desempeñó hasta su muerte el 21 de febrero de 1993 en un accidente de tráfico.
Como muestra del aprecio que se le tiene en Fraga, se ha creado con carácter bianual el Festival Internacional de Folclore Julián Arellano Mesalles - JAMINFEST como referencia de identidad de su persona dentro del mundo del folclore.